# Laust Moltesen

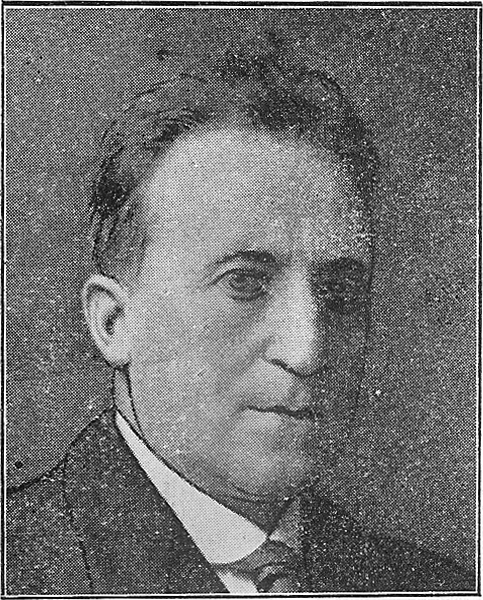
Laust Jevsen Moltesen (1921)

Laust Moltesen (* 18. November 1865 in Råhede; † 25. Oktober 1950 in Ordrup) war ein dänischer Historiker und Außenminister.

## Leben
Mit 14 Jahren kam Moltesen nach Kopenhagen und machte 1883 seinen Schulabschluss. 1888 beendete Moltesen sein Studium als cand.teol. und beschäftigte sich wieder verstärkt mit kirchenhistorischen Themen, die ihn bereits in seiner Studienzeit beschäftigt hatten. 1896 wurde er mit seiner Disputation De avignonske Pavers Forhold til Danmark zum Dr. phil promoviert. 1904 gab er den ersten Band der Reihe Acta pontificum Danica heraus, die von Alfred Krarup fortgeführt und 1943 abgeschlossen wurde. Der von Moltesen edierte Band enthält Papsturkunden von 1316 bis 1378, die Gesamtreihe endet mit dem Jahre 1536. Danach war er Redakteur verschiedener Zeitschriften, 1890 bis 1895 für Dansk Kirketidende, 1898 bis 1906 für Dansk Tidsskrift und anschließend bis 1907 für die nachfolgende Zeitschrift Gads danske Magasin. Hauptberuflich arbeitete er als Lehrer für die Brock'ske handelsskole und Zahles skole. 1913 bis 1926 und 1929 bis 1942 war er der Aufsichtsführende über die staatlichen Hochschulen und Landwirtschaftsschulen.
Am 14. Dezember 1926 löste Moltesen Carl Poul Oscar Graf Moltke als Außenminister ab und leitete das Außenministerium  für das Kabinett Madsen-Mygdal bis zum 30. April 1929, er wurde von Peter Rochegune Munch abgelöst.